# Eranthis byunsanensis
Eranthis byunsanensis är en ranunkelväxtart som beskrevs av B.Y. Sun. Eranthis byunsanensis ingår i släktet vintergäckar, och familjen ranunkelväxter. Utöver nominatformen finns också underarten E. b. pungdoensis.